# Досчатое
Досча́тое — рабочий посёлок в составе городского округа город Выкса Нижегородской области России. Составляет административно-территориальное образование рабочий посёлок Досчатое.
Название Досчатое связано с тем, что в селе строились досчаники (досчанки) для перевозки по реке железного литья. Старое название Рудня указывает на наличие вблизи Досчатого железной руды, разработка которой велась в XVIII—XIX веках.

## География
Посёлок расположен на реке Оке (у места впадения Железницы) в 10 км к северу от города Выксы, в 182 км к юго-западу от Нижнего Новгорода.

## История
Современное Досчатое состоит из трёх бывших отдельных сёл, которые ранее были на этом месте: самого Досчатого, Азовки и Решного.
Первые исторические упоминания относятся ко второй половине XVI века. В это время в древней Рудне (район современного посёлка Досчатого) возникает кустарная выплавка чугуна на основе использования местных железных руд.
Первые достоверные известия о церкви Успения Пресвятой Богородицы в селе Решное (ныне в составе посёлка Досчатое) находятся в окладных книгах 1676 года, в селе был двор попа Фёдора и в приходе 22 двора крестьянских. Образование поселения Дощатый завод относится ко второй половине XVIII столетия и принадлежит заводчику Баташёву. В 1798 году епископом Владимирским была выдана храмозданная грамота. Трапеза нового каменного храма была окончена в 1803 году, а главный храм в 1809 году. Престолов в храме было три: главный во имя Живоначальной Троицы, в трапезе тёплой во имя Успения Пресвятой Богородицы и в память Усекновения главы Святого Иоанна Предтечи.
В конце XIX — начале XX века Дощато-Железницкий завод являлся центром Досчатинской волости Меленковского уезда Владимирской губернии, с 1921 года — в составе Шиморской волости Выксунского уезда Нижегородской губернии. В 1859 году в Дощато-Железницком и Пристанском заводах числилось 215 дворов, в 1905 году в селе Досчатое — 345 дворов, в селе Решное — 163 двора и 745 жителей.
С 1 февраля 1932 года селение Досчатое Выксунского района преобразовано в рабочий посёлок.
В 1962 году в состав посёлка включены село Решное и деревня Азовка.
В 2011 году рабочий посёлок Досчатое вошёл в состав городского округа город Выкса.

## Население
| 1859  | 1897  | 1905  | 1959  | 1970  | 1979  | 1989  | 1999  | 2002  |
| ----- | ----- | ----- | ----- | ----- | ----- | ----- | ----- | ----- |
| 1208  | ↘1169 | ↗2723 | ↗6665 | ↗6751 | ↘6086 | ↘5066 | ↗5100 | ↘5090 |
| 2008  | 2009  | 2010  | 2011  | 2012  | 2013  | 2014  | 2015  | 2016  |
| ↗5254 | ↗5277 | ↘5217 | ↗5233 | ↗5306 | ↘5286 | ↘5217 | ↘5207 | ↘5170 |
| 2017  | 2018  | 2019  | 2020  | 2021  |       |       |       |       |
| ↘5135 | ↘5125 | ↘5080 | ↘5071 | ↘4630 |       |       |       |       |

## Экономика
Промышленность посёлка представлена следующими предприятиями:
- Досчатинский завод медицинского оборудования (АО ДЗМО)[30];
- Листопрокатный цех Нижегородского OAO «Метиз».

## Достопримечательности
- Охотничий домик Баташёвых (конец XVIII века), выполненный в романском стиле.
- Церковь Троицы Живоначальной (1798—1809). Кирпичный храм корабельного типа в стиле зрелого классицизма. Долгое время церковь функционировала только частично — колокольная не использовалась, однако в 2000-x удалось собрать средства на реставрацию и её восстановление.[31]
- Церковь Успения Пресвятой Богородицы (1862—1867) в бывшем селе Решное. Каменный храм корабельного типа в стиле эклектики. В настоящее время восстанавливается.[32]
- Международный детский санаторно-оздоровительный образовательный центр «Лазурный», ранее пионерский лагерь «Лазурный», а также база отдыха «Костёр» (на месте ранее существовавшей деревни Карашево).
- Досчатинский пруд, один из крупнейших в Нижегородской области — 370 га. Из-за разрушения плотины в 2000 году пруд вытек, смыв дамбу. Через некоторое время было принято решение о восстановлении плотины (сделанной из железобетона, в отличие от старой деревянной). Дно было очищено, насыпь рядом с плотиной укреплена, плотина возведена и пруд начали заполнять. В результате некачественного строительства, конструкции плотины были деформированы, а насыпь прорвана в новом месте. В результате рельеф бассейна реки Железницы был снова изменён. До настоящего времени пруд не восстановлен.

## Люди, связанные с Досчатым
- Салазкин Сергей Сергеевич   (1862—1932) — российский биохимик, педагог, политический и общественный деятель. Родился в Досчатом.
- Бородачёв, Николай Александрович (1901—1962) — советский учёный в области приборостроения, артиллерийского и авиационного вооружения, член-корреспондент Академии артиллерийских наук,  доктор технических наук. Родился в Досчатом.
- Харитошкин Александр Николаевич   (1922—1988)  — советский лётчик, Герой Советского Союза. Родился в Досчатом.